# Prince Motor Company

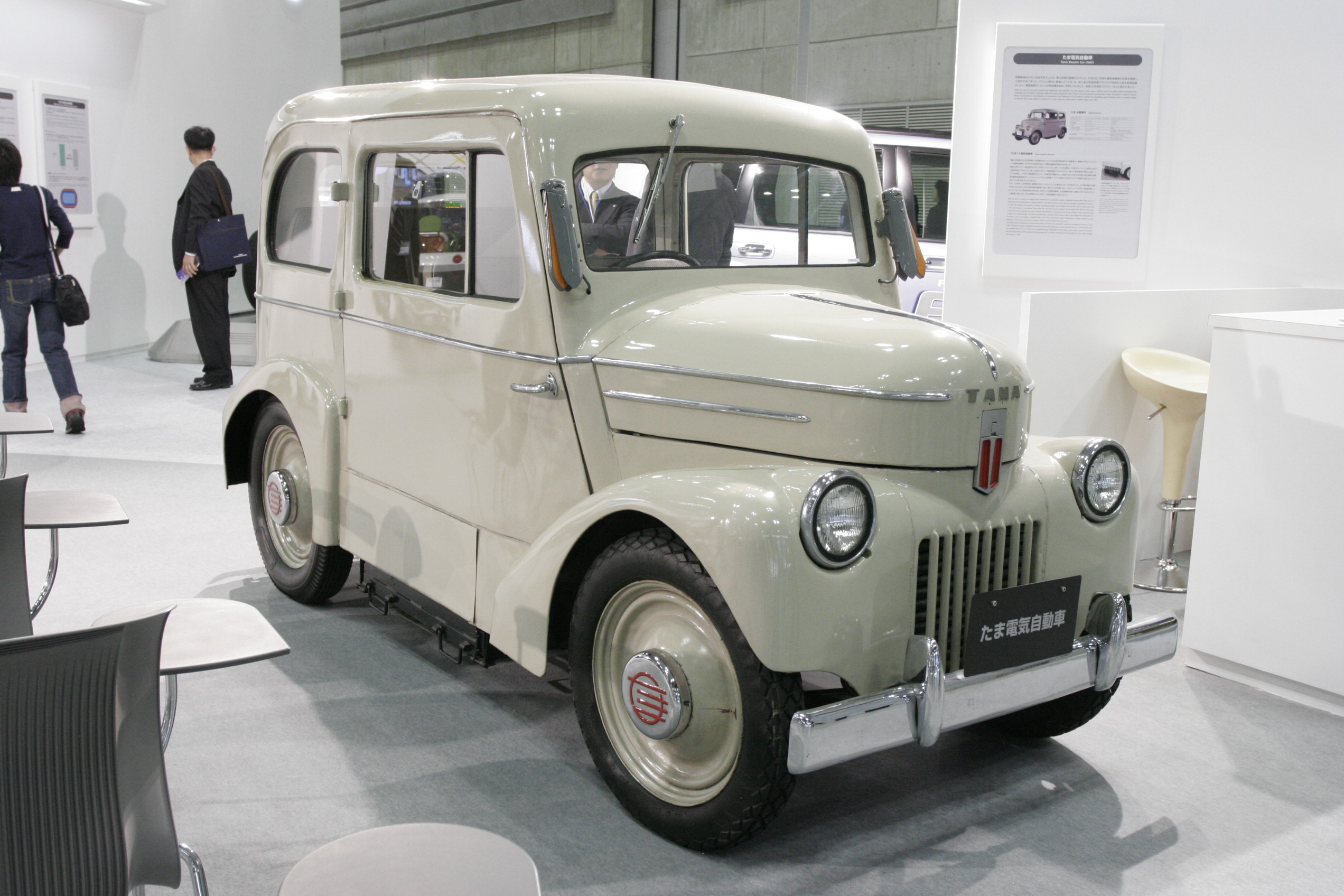
Tama elbil

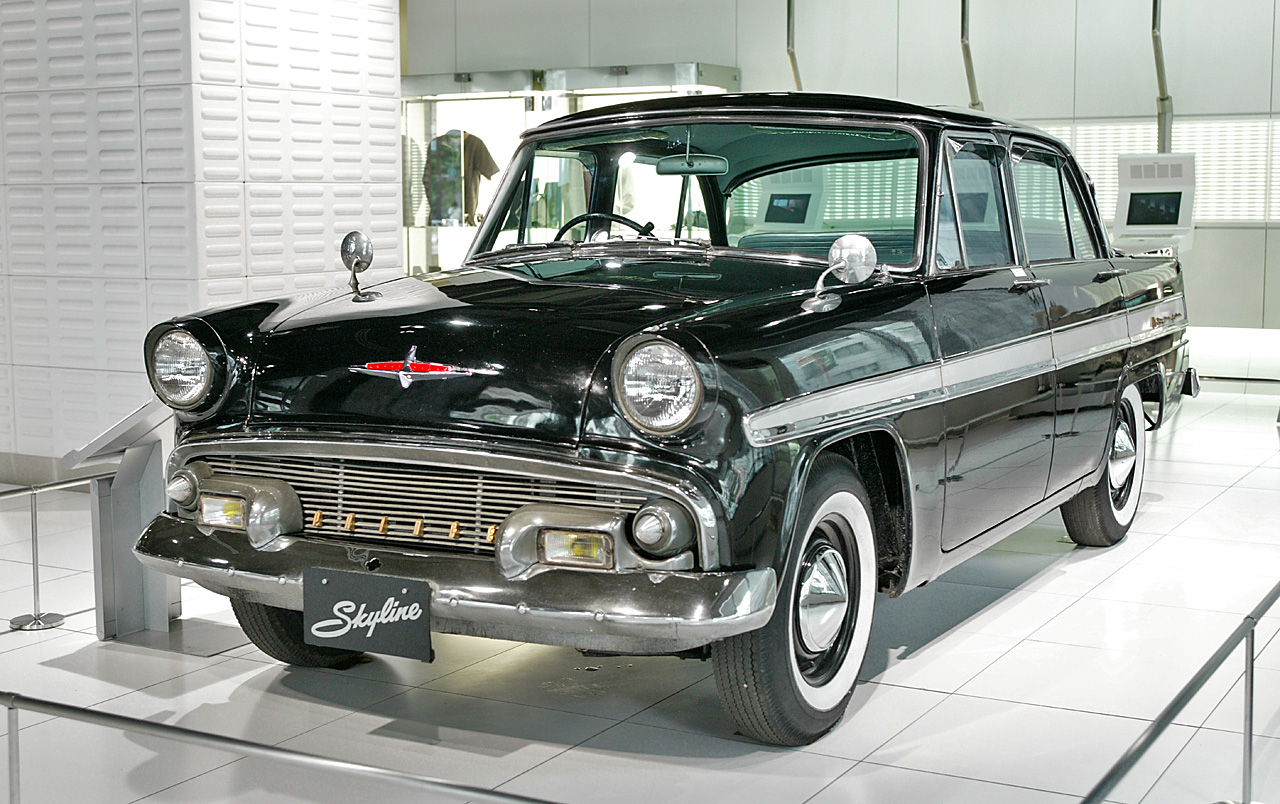
Prince Skyline ALSI

Prince Motor Company (jp. プリンス自動車工業株式会社) är en japansk biltillverkare. Företaget grundades 1946 under namnet Fuji Precision Industries men bytte namn till Prince Motor Company 1952. Prince gick samman med Nissan Motor Co. Ltd 1966 och dess bilmodeller har därefter sålts under namnet Nissan. 

## Historik
Fuji Precision Industries tog vid efter flygplanstillverkaren Tachikawa Aircraft Company som upplöstes efter andra världskriget. Första produkten var elbilen Tama. Den ersattes 1952 av en ny modell med förbränningsmotor kallad Prince till kronprins Akihitos ära. Prince hade växt till Japans tredje största biltillverkare innan man 1966 gick samman med Nissan. Då fanns modellerna Cherry och Laurel på ritbordet men dessa kom, liksom Princes övriga modeller, att säljas under Nissan-namnet.

## Princemodeller
- Prince Skyline
- Prince Gloria
- Prince R380